# Tamopsis queenslandica
Tamopsis queenslandica là một loài nhện trong họ Hersiliidae. T. queenslandica được miêu tả năm 1987 bởi Martin Baehr & Barbara Baehr.